# (6374) Beslan
(6374) Beslan es un asteroide perteneciente al cinturón de asteroides, descubierto el 8 de agosto de 1986 por la astrónoma soviética Liudmila Chernyj desde el Observatorio Astrofísico de Crimea.

## Designación y nombre
Designado provisionalmente como 1986 PY4. Fue nombrado Beslan en homenaje a la ciudad rusa Beslán.